# Eupterote kageri
Eupterote kageri is een vlinder uit de familie van de Eupterotidae. De wetenschappelijke naam van de soort is voor het eerst geldig gepubliceerd in 1989 door Nässig.